# 製造等禁止物質

GHS08,経口・吸飲による有害性

製造等禁止物質（せいぞうとうきんしぶっしつ）は、労働者に重度の健康障害を生ずる物として、労働安全衛生法等の法令により定められた物質である。
尿路系器官、血液、肺にがん等の腫瘍を発生させることが明らかな物質で、製造等（輸入・譲渡・提供・使用を含む）が禁止されている。

## 概説
第55条の「製剤」とは、その物の有用性を利用できるように物理的に加工された物をいうのであり、利用ずみでその有用性を失ったものはこれに含まれないものであること（昭和47年9月18日基発第602号）。
「政令で定める要件」は、次のとおりとする（労働安全衛生法施行令第16条2項）。
- 製造、輸入又は使用について、厚生労働省令で定めるところにより、あらかじめ、都道府県労働局長の許可[1]を受けること。この場合において、輸入貿易管理令第9条1項の規定による輸入割当を受けるべき物の輸入については、同項の輸入割当を受けたことを証する書面を提出しなければならない[2]。
- 厚生労働大臣が定める基準に従って製造し、又は使用すること。
  - 「厚生労働大臣が定める基準」（石綿等に係るものを除く）は、次のとおり（特定化学物質障害予防規則第47条）。
    1. 製造等禁止物質を製造する設備は、密閉式の構造のものとすること。ただし、密閉式の構造とすることが作業の性質上著しく困難である場合において、ドラフトチャンバー内部に当該設備を設けるときは、この限りでない。
    2. 製造等禁止物質を製造する設備を設置する場所の床は、水洗によって容易に掃除できる構造のものとすること。
    3. 製造等禁止物質を製造し、又は使用する者は、当該物質による健康障害の予防について、必要な知識を有する者であること。
    4. 製造等禁止物質を入れる容器については、当該物質が漏れ、こぼれる等のおそれがないように堅固なものとし、かつ、当該容器の見やすい箇所に、当該物質の成分を表示すること。
    5. 製造等禁止物質の保管については、一定の場所を定め、かつ、その旨を見やすい箇所に表示すること。
    6. 製造等禁止物質を製造し、又は使用する者は、不浸透性の保護前掛及び保護手袋を使用すること。
    7. 製造等禁止物質を製造する設備を設置する場所には、当該物質の製造作業中関係者以外の者が立ち入ることを禁止し、かつ、その旨を見やすい箇所に表示すること。

都道府県労働局長の許可を受けようとする者は、所定の申請書を、製造等禁止物質（石綿等を除く）を製造し、又は使用しようとする場合にあっては当該製造等禁止物質を製造し、又は使用する場所を管轄する労働基準監督署長を経由して当該場所を管轄する都道府県労働局長に、製造等禁止物質を輸入しようとする場合にあっては当該輸入する製造等禁止物質を使用する場所を管轄する労働基準監督署長を経由して当該場所を管轄する都道府県労働局長に提出しなければならない。都道府県労働局長は、この許可をしたときは、申請者に対し、所定の許可証を交付するものとする（特定化学物質障害予防規則第46条）。もっとも近年許可の実例はごくわずかである。
- 許可証は、当該許可の申請に係る製造等禁止物質の製造、輸入又は使用の行為に限って有効であること（昭和52年5月20日基発第292号）。
- 各種の試験研究においては、製造等禁止物質の代替品の使用が可能なものもあるので、当該許可申請があった場合にはできる限り当該製造等禁止物質の代替品を使用するよう強力に指導勧奨を行うこと。事業場において製造し、輸入し、又は使用する製造等禁止物質の量は、概ね3年間程度の試験研究のために必要な最小限の量を限度とするよう積極的に指導すること（昭和52年5月20日基発第292号）。

第55条但書の特例が認められるのは、試験研究者がみずから製造等を行なう場合であること。ただし、輸入について、輸入割当てを受ける事務等輸入に係る事務を輸入業者に代行せしめることは、輸入業者が輸入行為それ自体を行なうものではないと解せされるので認められること（昭和47年9月18日基発第602号）。

## 禁止物質の一覧
労働安全衛生法施行令第16条1項各号に定められた、以下の物である。
1. 黄りんマッチ
2. ベンジジン及びその塩
3. 4-アミノビフェニル及びその塩
4. 石綿（次に掲げる物で厚生労働省令で定めるものを除く。）
  - 石綿の分析のための試料の用に供される石綿
  - 石綿の使用状況の調査に関する知識又は技能の習得のための教育の用に供される石綿
  - これらの物の原料又は材料として使用される石綿
5. 4-ニトロジフェニル及びその塩
6. ビス(クロロメチル)エーテル[4]
7. ベータ―ナフチルアミン及びその塩
8. ベンゼンを含有するゴムのりで、その含有するベンゼンの容量が当該ゴムのりの溶剤（希釈剤を含む）の5パーセントを超えるもの
9. 上記の2,3,5,6,7に掲げる物質をその1重量パーセントを超えて含有、または上記4に掲げる物質をその0.1重量パーセントを超えて含有する製剤その他のもの

## 歴史
日本における製造等の禁止を定めた法令としては、1921年（大正10年）制定の「黄燐燐寸製造禁止法」により、黄りんマッチの製造、販売、輸入等が禁止されたことに始まる。この法律は、1906年のベルヌ条約が背景としてあり、国際労働機関が加盟国にこの条約の批准を勧告（ILO第6号勧告）したことから、国内立法を果たしたものである。なお日本がベルヌ条約を批准したのは1926年（昭和元年）である。
1947年の労働基準法には黄りんマッチ及びベンゼンを含有するゴムのりの製造等が禁止される旨の規定が設けられ、これに統合される形で黄燐燐寸製造禁止法は廃止された。
労働安全衛生法の現在の規定は、これらの規定を引き継ぎ、さらに拡充したものである。